# Bhabiji Ghar Par Hain!
Bhabiji Ghar Par Hain! (trad. ¿Está la cuñada en casa?) a veces abreviado como BGPH es una comedia de situación india en idioma hindi que se estrenó el 2 de marzo de 2015 en And TV y está disponible digitalmente en ZEE5. La serie es producida por Binaifer Kohli bajo el nombre de Edit II Productions.
Este programa de comedia gira en torno a dos parejas vecinas, los Mishras y los Tiwaris, en los que los maridos se sienten atraídos por las esposas del otro e intentan varias técnicas hilarantes y finalmente fallidas para impresionarlos.
Desde sus inicios, el programa ha obtenido críticas positivas y elogios tanto de los críticos como de los espectadores. Bhabiji Ghar Par Hain! está inspirado en la comedia hindi de los años 90 Shrimaan Shrimati.

## Sinopsis
El espectáculo tiene lugar en la ficticia «Modern Colony» ubicada en Kanpur y gira en torno a dos parejas vecinas. Los maridos, Vibhutinarayan Mishra y Manmohan Tiwari, han estado casados durante siete años y están aburridos de sus matrimonios y están enamorados de las esposas del otro, sin que el otro lo sepa. Manmohan Tiwari es un exitoso empresario de ropa interior, cuya esposa Angoori Tiwari es una ama de casa sencilla e ingenua. Su vecino, Vibhutinarayan Mishra, fue un agente de seguros sin éxito y ahora está desempleado. A menudo llamado «Nalla» (jerga para referirse a estar desempleado), pasa la mayor parte de su tiempo haciendo las tareas del hogar. Por otro lado, su esposa Anita Mishra es una mujer testaruda, inteligente y moderna que imparte clases de peluquería. Ella es el sostén de la familia y desprecia el desempleo y la pereza de su marido.
Sus casas están en direcciones opuestas al otro lado de la calle, y los Tiwaris residen en la Casa no. 6 y los Mishras que viven en la Casa n.º 9. Los Tiwari tienen su propia casa mientras que los Mishras viven en una casa de alquiler que perteneció al tío de Anita. La mayor parte de la trama se desarrolla en sus respectivos hogares. Los personajes también visitan un puesto de té cercano, 'Gupta Tea Center', donde discuten principalmente sobre sus vidas y asuntos generales. Mientras ambos hombres idean planes para impresionar a las esposas del otro (Angoori y Anita), se derriban mutuamente y crean problemas a los demás.

## Reparto

### Personajes principales
- Aasif Sheikh como Vibhuti Narayan Mishra (Vibhu), un agente de seguros fracasado. Esposo de Anita, sobrino de David e hijo de Helen. A menudo llamado 'Nalla' por estar desempleado, se ha enamorado de la ingenua Angoori Tiwari. Se sabe que tiene un alto nivel educativo, pero aun así no hace un trabajo regular debido a su ego. Sus planes de cortejar a Angoori generalmente fracasan debido a su ingenuidad y esto lo pone en situaciones extremas. Odia a Manmohan Tiwari porque cree que Tiwari no merece una esposa como Angoori que lo pone por encima de cualquier otra cosa. Ha intentado numerosas veces degradar la imagen de Tiwari frente a Angoori con resultados negativos. Aunque afirma ser el 'Mejor de la Universidad de Chhapra', su tío David Mishra reveló que le compró el título durante su universidad (2015-presente).
- Rohitash Gaud como Manmohan Tiwari, un exitoso empresario de ropa interior que se siente atraído por la moderna y elegante Anita Mishra. Es el hijo mayor de Ramkali, el hermano mayor de Laddu y el marido de Angoori. Vibhuti lo llama Kaccha-Baniyaan (palabras groseras para la ropa interior) porque cree que el negocio de Tiwari es vergonzoso (2015-presente).
- Shilpa Shinde como Angoori Manmohan Tiwari (2015 - marzo de 2016): Shinde dejó la serie después de una disputa con el productor de la serie, Binaifer Kohli y el ex director del canal Vikas Gupta.[5]
  - Shubhangi Atre Poorey (marzo de 2016-presente) como Angoori Manmohan Tiwari: es una ama de casa tradicional india a la que le gusta usar sari, sindoor y mangalsutra y tiene acento bhoshpuri.[6] Ella es crédula, de buen corazón e inocente. Se la considera una de las mujeres de buen corazón en su mohalla. Ella es la esposa de Manmohan, la hija de Bhoorey Lal y la hermana mayor de Puttan. Realiza varios rituales supersticiosos que a veces le cuenta su amada suegra y que conducen a resultados hilarantes.[7]
- Saumya Tandon como Anita Vibhuti Narayan Mishra (Annu) (2015-2020) - el 21 de agosto de 2020, Tandon reveló a través de sus cuentas de redes sociales que optó por no renovar su contrato y abandonó el programa.[8][9]
  - Neha Pendse (2021-2022), Pendse reemplazó a Tandon en febrero de 2021.[10] Pendse abandonó el programa un año después, en febrero de 2022.[11]
  - Vidisha[11] (2022-presente) como Anita Vibhuti Narayan Mishra (Annu); una dama elegante y moderna que imparte clases de peluquería en Kanpur. También es cinturón negro en karate y emplea estas habilidades en defensa personal. Es la hija de Danny. Para cumplir sus fantasías románticas, constantemente obliga a Vibhuti a interpretar varios personajes como un ladrón, un atracador, un semental universitario, un pintor, un ladrón, un electricista, un policía, entre muchos otros, lo que la mayoría de las veces lo frustra. Tiene una buena amistad con Angoori.

### Personajes secundarios
- Saanand Verma como Anokhelal Saxena, más popularmente conocida como Saxena Ji. Es excéntrico. Se electrocuta, es torturado y come productos venenosos o nocivos para la salud, como sopa de lagarto y té de cucarachas, y luego exclama como un loco «¡Me gusta!». Se ha demostrado que posee varios talentos, como abogado, artista, actor, escritor, cantante, etc. (2015-presente).
- Jeetu Gupta como el Dr. Gupta, un médico que es básicamente un «tántrico», como siempre le dice a la gente. Realiza magia negra a sus pacientes para curarlos porque sus recetas casi nunca funcionan. (2015-presente)
- Syed Salim Zaidi como Tillu, el empleado de la tienda de Tiwari que constantemente conspira contra él para recuperar sus seis meses de salario impago. Para extorsionar a su jefe con su salario, robó la casa de Tiwari, hizo llamadas amenazadoras y secuestró al hermano menor de Tiwari, pero siempre falla. (2015-presente)
- Soma Rathod como Ramkali Tiwari (Ammaji), la estricta madre de Tiwari que con frecuencia lo golpea por sus errores y ama a su nuera, Angoori. Amma Ji es una ávida seguidora del famoso astrólogo y sacerdote, Pundit Ramphal. Él le sugiere varios rituales que, a su vez, Amma Ji hace que Angoori realice para obtener beneficios relacionados con la salud y la riqueza. La relación de Amma Ji con Pundit Ramphal insinúa que él es el verdadero padre biológico de Manmohan Tiwari. (2015-presente)
- Yogesh Tripathi como Daroga Happu Singh, un corrupto Daroga (inspector de policía) que está enamorado en secreto de Anita, a quien llama 'Gori Mem' (que significa «señora justa»). A menudo exige sobornos. Golpea a Tillu, Tika y Malkhan en el puesto de té por sus payasadas. (2015-presente)
- Vaibhav Mathur como Tika Ram, un imbécil desempleado que suele acompañar a Tillu y Malkhaan. El trío vive en un lugar alquilado. (2015-presente)
- Deepesh Bhan como Malkhan Singh: él y sus dos amigos intentan ganar dinero mediante chitfunds, secuestros, venta de artículos robados, fraude y otros medios, pero a menudo son atrapados y encarcelados. A menudo coquetea con las chicas. Bhan murió el 23 de julio de 2022.[12] (2015-2022)
- Vishwajeet Soni como Prem Chaudhary, el mejor amigo de Vibhuti, un fanfarrón astuto malhablado y un imitador del actor de cine indio Prem Chopra. Juega y contrabandea. (2015-presente)
- Akshay Patil como Pelu Chaurasia, el mudo tirador del rickshaw de la colonia. Se comunica sacando hojas de mensajes de su bufanda atada alrededor de su cabeza. Es conocido por su inteligencia. Lleva una radio portátil y ofrece canciones apropiadas para situaciones a menudo divertidas. También ha desempeñado varios papeles en este programa. (2015-presente)
- Anup Upadhyay como David Mishra: el tío dudosamente rico de Vibhuti que vive en el Reino Unido y que lo visita en situaciones incómodas. Cada vez que visita a Vibhuti, trae documentos a su propiedad de 20 millones de rupias para poder nombrar a Vibhuti su heredero. Pero, por una razón u otra, él y, a veces, también otros, destruyen los papeles.[13] (2015-presente)
- Kishore Bhanushali como Resham Pal Singh, el comisionado del departamento de policía de Kanpur. Es honesto y no le gustan las payasadas corruptas de Happu Singh. El actor Kishore Bhanushali ha sido un imitador durante toda su vida del fallecido actor de cine indio Dev Anand y aporta sus características a este papel. También apareció anteriormente como otro personaje, 'Sharma Uncle', en un episodio especial de terror de una hora antes de asumir este personaje más tarde. (2015-presente)
- Rakesh Bedi como Bhoorey Lal, el alcohólico pero amoroso padre de Angoori. Odia a Tiwari por casarse con ella mintiendo sobre su profesión empresarial. (2015-presente)
- Vijay Kumar Singh como el maestro Bhoop Singh. Es Masterji (maestro) en la escuela de Ladoo. Bhoop Singh cree en los estrictos valores morales indios o «Sanskar», como él los llama. En el programa, él es la caricatura de los maestros anticuados de la India rural. Viste una chaqueta khadi, lleva un bolso de estilo indio llamado «Jhola» y siempre tiene una vara de bambú larga y delgada llamada «Santi» para golpear a quienes se portan mal. Cuando es testigo de un comportamiento inadecuado en público, recita su eslogan, Sanskar naam ka cheez hai ki nahi? (en español, ¿tiene algún valor moral o no?). (2015-presente)
- Falguni Rajani como Gulfam Kali, (2015-2019) una infame tawaif (cortesana) de Kanpur. Conoce los secretos de los personajes masculinos y los utiliza para manipularlos. Rajani abandonó el programa en septiembre de 2020.[14]
- Khushboo Kamal como Badami, la hermana menor de Gulfam Kali/Pammi Leoni[15]
- Shekhar Shukla como Panditji: un discípulo del experto Ramphal (2015)
  - Saurabh Kaushik reemplazó a Shukla (2016-2018)
- Hardik Gohil como Laddoo Tiwari, que es el hermano menor de Manmohan Tiwari y el hijo menor de Ramkali. Tiene una habilidad sutil-telepática y percibe los pensamientos de los demás. (2015-2019)
- Feroz como Chhedi, un Dhobi (lavandero) coqueto de la localidad (2015-2021)
- Rajeev Mehra como varios personajes, incluido un ministro de Uttar Pradesh, y también como Makkhmal Makwana, el nuevo comisionado de policía que había reemplazado temporalmente a Resham Pal Singh pero fue degradado por corrupción.
- Nitin Jadhav como Manohar, el alguacil (2019-presente)
- Manoj Santoshi (escritor de Bhabiji Ghar Par Hain!) ha aparecido como varios personajes.
- Sandeep Anand como Puttan: el hermano de Angoori que es un ladrón
- Manju Brijnandan Sharma (2015-2016) como Helen Ahuti Narayan Mishra, la madre de Vibhuti
  - Pratima Kazmi como Helen Ahuti Narayan (2020-2021)[16]
- Akshita Sethi como Meenal: esposa de Anurag, mejor amiga de Anita, amiga de la universidad de Vibhuti (2015-2023)
- Ishwar Singh como Anurag: el marido de Meenal, amigo de Anita y Vibhuti (2015-2021)
- Anang Desai como Danny Sharma: el padre de Anita, no residente en la India, que desaprueba a Vibhuti debido a su matrimonio por amor.
- Praful Chauhan como hijo de Yaad Ram (2015-presente)
- Anup Kumar Singh como varios personajes (2015-presente)
- Naveen Bawa como varios personajes (2015-presente)
- Sohit Vijay Soni como presentador de noticias y otros personajes
- Anu Awasthi como hermano de Anu Awasthi (Anu Mama) Ramkali, tío de Manmohan Tiwari
- KK Goswami como varios personajes
- Liliput como Maamulal Chaurasiya, Mamaji (hermano de la madre) de Vibhuti que sufre de hemorroides y se le hace creer que Vibhuti es médico. (2017)
- Mithilesh Chaturvedi como varios personajes (2016-2019)
- Navin Prabhakar como el Kavi (poeta) mentalmente inestable Pramod Pralay Jhangirabadi que ha estado enamorado de Anita desde la época universitaria. Volvió a aparecer brevemente como el músico de mal genio Jaleel Chaudh.[17]
- Pranay Dixit como varios personajes
- Charul Malik como Misti Mukherjee (2018) / Rusa (2021-presente): la cuñada del comisionado. Repite su papel de Happu Ki Ultan Paltan
- Sumit Arora como varios personajes (2021-presente)

## Antecedentes y producción

### Desarrollo y escritura
Después del lanzamiento de &pictures en noviembre de 2014, la red ZEE lanzó su segundo canal bajo la marca de la red «&», «&TV», en marzo de 2015. La programación de contenido original del canal se anunció a principios de 2015 con «Bhabiji...» incluido, anunciado como una comedia de situación alegre. Todas las promociones aparecieron en ZEE. El canal tenía la intención de colocar «Bhabiji...» en un horario nocturno como un programa de comedia para adultos.

### Selección del reparto
Antes de que el programa entrara en producción, Rashmi Desai fue elegida para interpretar el personaje de 'Angoori'. Pero Desai rechazó el papel debido a las diferencias de edad entre ella y el coactor Rohitash Gaud y el papel fue para Shilpa Shinde. El actor Aasif Sheikh reveló que antes de que comenzara la producción, sugirió a los realizadores que eligieran a Shilpa Shinde, cuando escuchó sobre el personaje de 'Angoori' por primera vez.
Después de un año, en abril de 2016, aproximadamente 80 actrices audicionaron para el papel de Angoori y Shubhangi Atre fue seleccionada tras la inesperada salida de Shinde de la serie.

### Rodaje
El set de grabación de la serie se encuentra en Naigaon, un pueblo en el distrito de Palghar en Maharashtra.
En octubre de 2016, la actriz de cine Sunny Leone participó en el rodaje de una secuencia en el set de Bhabiji Ghar Par Hai!. Mientras estaba en el set, se negó a decir el latiguillo de Angoori «Sahi Pakde Hain» («¡Lo hiciste bien!») porque pensó que tenía un significado vulgar. A los realizadores les tomó aproximadamente una hora convencerla de que Angoori dice esta línea en un contexto literal y que no tiene ningún significado vulgar y se reanudó el rodaje.
En marzo de 2018, todo el elenco y el equipo del programa fueron a Goa, un destino de vacaciones en la playa, para celebrar el tercer aniversario del programa y filmaron una secuencia de la historia completa llamada 'Kanpur To Goa'.

### Música
«BhabiJi Rap Song» fue cantada, compuesta y escrita por Anmol Malik y Raftaar. La banda sonora de la serie fue lanzada el 25 de febrero de 2017 por Zee Music Company.

## Temas y análisis
El programa, si bien tenía una premisa más adulta que la mayoría de los otros programas de televisión indios, intentó desafiar las expectativas de género de un personaje femenino en el programa, según la protagonista femenina Saumya Tandon. Mientras explicaba las normas de la industria televisiva india, dijo:

Interpreto el personaje de Anita Bhabhi de 'Gori Mem'. Siento que es una Bhabhi única en la televisión india. Cuando todas las heroínas de la televisión india son mujeres pobres e inocentes que piden ayuda todo el tiempo, maltratadas por sus maridos y suegros, Anita es excéntrica, audaz, romántica, fuerte e independiente. Rompe todas las normas de una Bhabhi estereotipada o una heroína de televisión. En una sociedad tan dominada por los hombres, si ella ha logrado robar el corazón de la gente, eso demuestra que nuestra sociedad no es tan regresiva. Ella le ha demostrado al mundo que las heroínas pueden hacer que la audiencia incluso se ría y no solo por andar llorando.

En agosto de 2018, Shubhangi Atre dijo que el público quiere una Angoori parecida a una esposa.

## Especiales
En noviembre de 2016, el programa se amplió un día más, denominado «Especial Bhabiji Ghar Par Hai Shanivaar» en el que celebridades visitan los decorados. Los sábados se transmitieron nueve episodios especiales de Shanivaar, con estrellas invitadas famosas que aparecían como parte de una trama tejida a su alrededor y posteriormente fueron entrevistadas por el elenco principal. En junio de 2016 se emitió un 'especial de terror dominical'.
- Episodio 1: Govinda
- Episodio 2: Karan Singh Grover and Bipasha Basu
- Episodio 3: Ranjeet and Shakti Kapoor
- Episodio 4: Kumar Sanu and Alka Yagnik
- Episodio 5: Ravi Kishen
- Episodio 6: Jimmy Shergill
- Episodios 7 y 8: Jackie Shroff
- Episodio 9: Especial de Año Nuevo, con actores de varios programas de televisión de &TV
- Episodio 10: Especial de terror de una hora, episodio 341 del 19 de junio de 2016

## Serie derivada
En 2017, se informó que el programa será adaptado para el público británico y angloespañol, producido por ZEE Studios bajo el título Love Thy Neighbor. Una serie derivada titulada Happu Ki Ultan Paltan, basada en el personaje de Daroga Happu Singh, recibió luz verde de And TV a finales de 2018. La serie derivada gira en torno a la vida doméstica de Happu que no se ve en Bhabiji Ghar Par Hain!. El programa se estrenó el 4 de marzo de 2019.